# Navassa
Navassa (Frans: La Navase of Navasse, Kreyòl: Lanavaz) is een onbewoond eiland in de Caraïbische Zee, ongeveer op een kwart van de route van Haïti naar Jamaica. Het werd in 1504 ontdekt door de bemanning van Columbus, die het Navasa noemden maar er niet aan land ging.
De status van het eiland is omstreden: het is bezit van de Verenigde Staten, en wordt derhalve beschouwd als een van de zogenaamde Amerikaanse Kleinere Afgelegen Eilanden. Maar het eiland wordt ook opgeëist door Haïti, en zelfs op persoonlijke titel door de avonturier Bill Warren. 

## Beschrijving

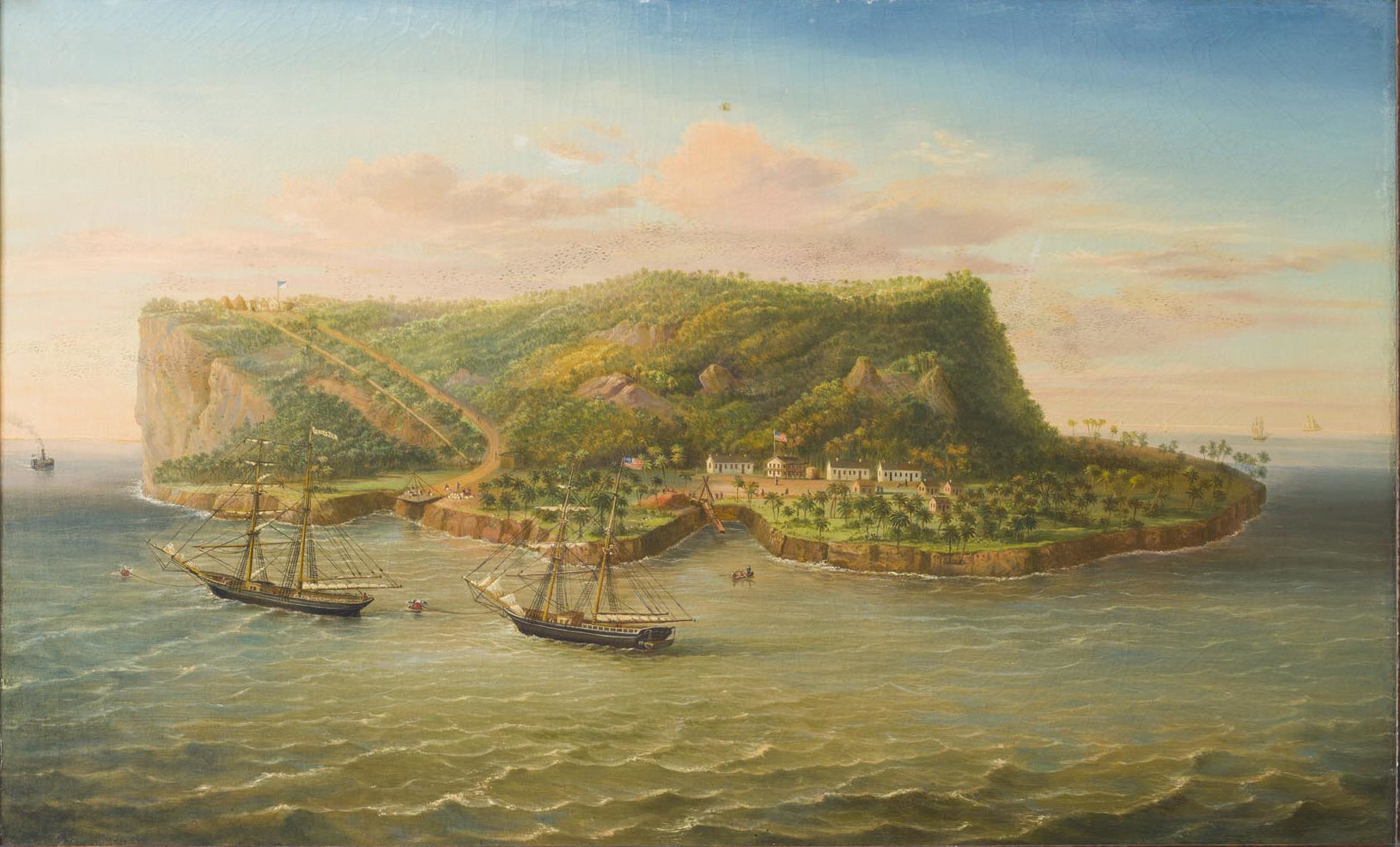
Navassa omstreeks 1870, met Lulutown gelegen aan de Lulubaai

Navassa is drie kilometer lang en twee kilometer breed. Het eiland heeft een oppervlakte van 5,2 km². Ten noordwesten van de zuidpunt ligt Lulu Town, een verlaten nederzetting aan de Lulubaai.
Het eiland wordt omgeven door riffen. Het hoogste punt, Dunning Hill, ligt op 76 meter boven de zeespiegel. De natuur op Navassa zelf en in de zeeën eromheen is uniek en bijna ongerept. Zo is het eiland de enige vindplaats van de Navassa-musduif (Columbina passerina navassae) en komen er enkele zeldzame hagedissensoorten voor zoals de neushoornleguaan (Cyclura cornuta) en de kielstaartleguaan Leiocephalus eremitus.

## Geschiedenis
In 1856 nam het Amerikaanse Congres de Guano Islands Act aan, dat bepaalde dat elke burger van dit land zich onbewoonde en niet-opgeëiste eilanden kon toe-eigenen waarop guano gevonden werd. Na een bureaucratische procedure werd dit eiland dan officieel grondgebied van de Verenigde Staten. Op 1 juli 1857 werd Navassa op basis van deze wet opgeëist door kapitein Peter Duncan. In 1859 erkende de Amerikaanse regering het officieel als eigendom van de Verenigde Staten. Het delven van guano was zwaar werk onder moeilijke omstandigheden. Daarom liet men het werk vooral doen door zwarte arbeiders en gedetineerden uit de gevangenis van Maryland. Zij werkten in omstandigheden die nauwelijks beter waren dan slavernij.
Toen een aandeelhouder in de guanoproductie op dit eiland werd ontslagen, ging hij naar keizer Faustin I van Haïti en wees hem erop dat dit een Haïtiaans eiland was. Daarop verhuurde de keizer het eiland in 1856 aan deze Ramoth, en stuurde een aantal kanonneerboten om de guanodelvers te verjagen. De Verenigde Staten verjoegen deze met een aantal oorlogsschepen. In 1872 probeerde Haïti opnieuw het eiland op te eisen, maar zonder succes.
In 1889 vond er een opstand plaats onder de arbeiders, waarbij vijf blanke opzichters werden vermoord. Hierop werden alle arbeiders naar de Verenigde Staten gebracht. Zeventien van hen werden veroordeeld in een zaak die veel aandacht van de zwarte gemeenschap kreeg. In de verdediging voerden zij aan dat het eiland geen onderdeel van de Verenigde Staten was, en dat de wet van dit land er dus niet gold. Het Hooggerechtshof bepaalde daarop dat het eiland onderdeel van de Verenigde Staten was. Daarna werden er andere arbeiders naar het eiland gebracht, en de omstandigheden verbeterden niet. Het lukte een arbeider om een brief aan president Benjamin Harrison bezorgd te krijgen, waarop deze een schip naar het eiland zond om de situatie te onderzoeken. Dit luidde het einde in van de guanoproductie op Navassa, te meer ook omdat meststoffen rond die tijd gemakkelijker elders verkrijgbaar waren.

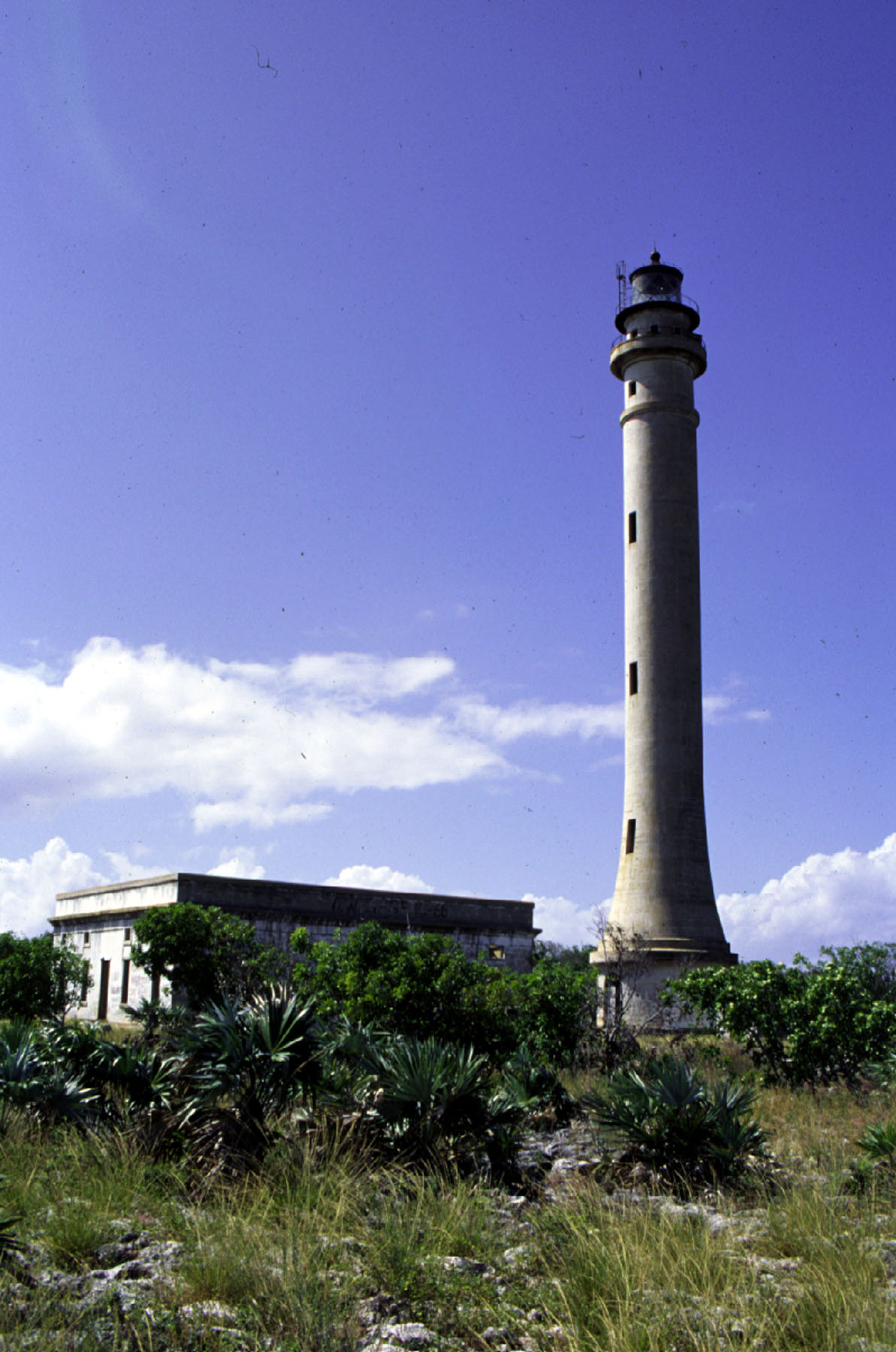
Vuurtoren van Navassa

In 1916 stopte daarom de guanowinning. In die tijd was juist het Panamakanaal gereedgekomen, en het eiland lag op een gevaarlijke plek op de route. Daarom werd er in 1917 een vuurtoren opgericht. Deze werd lange tijd bediend door de kustwacht van de Verenigde Staten. Vanaf 1996 functioneert hij automatisch.
In 1989 heeft Haïti het eiland korte tijd bezet, waarbij programma's werden uitgezonden door Radio Free Navassa.
In 1996 werd het bestuur van het eiland overgedragen aan het US Department of the Interior. Vanaf 1999 is het officieel een natuurreservaat.
In 1998 ontstond er opnieuw een diplomatieke rel toen een wetenschappelijke expeditie uit de Verenigde Staten het eiland bezocht. Inzet van het conflict was de biodiversiteit op Navassa zelf, en ook de territoriale wateren waar het bezit van het eiland recht op geeft.

## Claims

### Haïti
De claim van Haïti is gebaseerd op het Verdrag van Rijswijk van 1697, waarin Spanje het westelijke gedeelte van het eiland Hispaniola afstond aan Frankrijk, inclusief de nabijgelegen eilanden waaronder La Navase. Na de Franse erkenning van de onafhankelijkheid van Haïti in 1825 zou het eiland daardoor tot dit land behoren.
Haïti heeft zijn claim op dit eiland zelfs vastgelegd in de Grondwet.
Het territorium van de Republiek Haïti omvat:
a) het Westelijke deel van het Eiland Haïti, alsmede de aanliggende eilanden: la Gonâve, La Tortue, Île à Vache, les Cayemites, La Navase, La Grande Caye en de andere eilanden in de Territoriale Zee— Atikel 8 van de Grondwet

### Verenigde Staten
In 1856 nam het Amerikaanse Congres de Guano Islands Act aan, die bepaalde dat elke burger van dit land zich onbewoonde en niet-opgeëiste eilanden kon toe-eigenen waarop guano gevonden werd. Via een bureaucratische procedure werd dit eiland dan officieel grondgebied van de Verenigde Staten. Op 1 juli 1857 werd Navassa op basis van deze wet opgeëist door kapitein Peter Duncan. In 1859 erkende de Amerikaanse regering het officieel als eigendom van de Verenigde Staten.

### Bill Warren
William (Bill) Warren is een avonturier uit Californië, die onder andere schatten opduikt uit zee. Hij diende een officiële aanvraag in om het eiland in bezit te nemen, op basis van dezelfde Guano Islands Act. Na de overdracht van het eiland in 1996 aan het Department of the Interior spande hij een rechtszaak aan tegen president Clinton en de ministers Bruce Babbitt van Binnenlandse Zaken en Madeleine Albright van Buitenlandse Zaken, waarvan het claimbedrag opliep tot 50 miljoen dollar. Deze zaak verloor hij, omdat de rechtbank verklaarde dat de Guano Islands Act haar geldigheid verloren had na het eind van de guanowinning in 1916.

## Vlag
Navassa heeft geen eigen vlag. De Verenigde Staten, die het eiland hebben geclaimd, plaatsen het onder de Amerikaanse vlag. Navassa wordt echter ook opgeëist door Haïti, dat derhalve de Amerikaanse vlag niet erkent als vlag voor dit verder onbewoonde eiland.
In 2001 werd ter gelegenheid van de 60-jarige herdenking van de Japanse aanval op Pearl Harbor een vlag voor het eiland ontworpen door de Hawaiiaanse ontwerper Harry Wheeler. Deze niet-officiële vlag bestaat uit twee horizontale banden in de kleuren wit (boven) en blauw, met daartussen een groen profiel van het eiland, getooid met de uitvergrote vuurtoren. Op 7 december 2001 werd deze vlag gehesen op het USS Arizona Memorial, samen met de eveneens niet-officiële vlaggen van Johnston, Midway en Palmyra.